# Ypthima baileyi
Ypthima baileyi är en fjärilsart som beskrevs av South 1913. Ypthima baileyi ingår i släktet Ypthima och familjen praktfjärilar. Inga underarter finns listade i Catalogue of Life.